# Octaëdriet

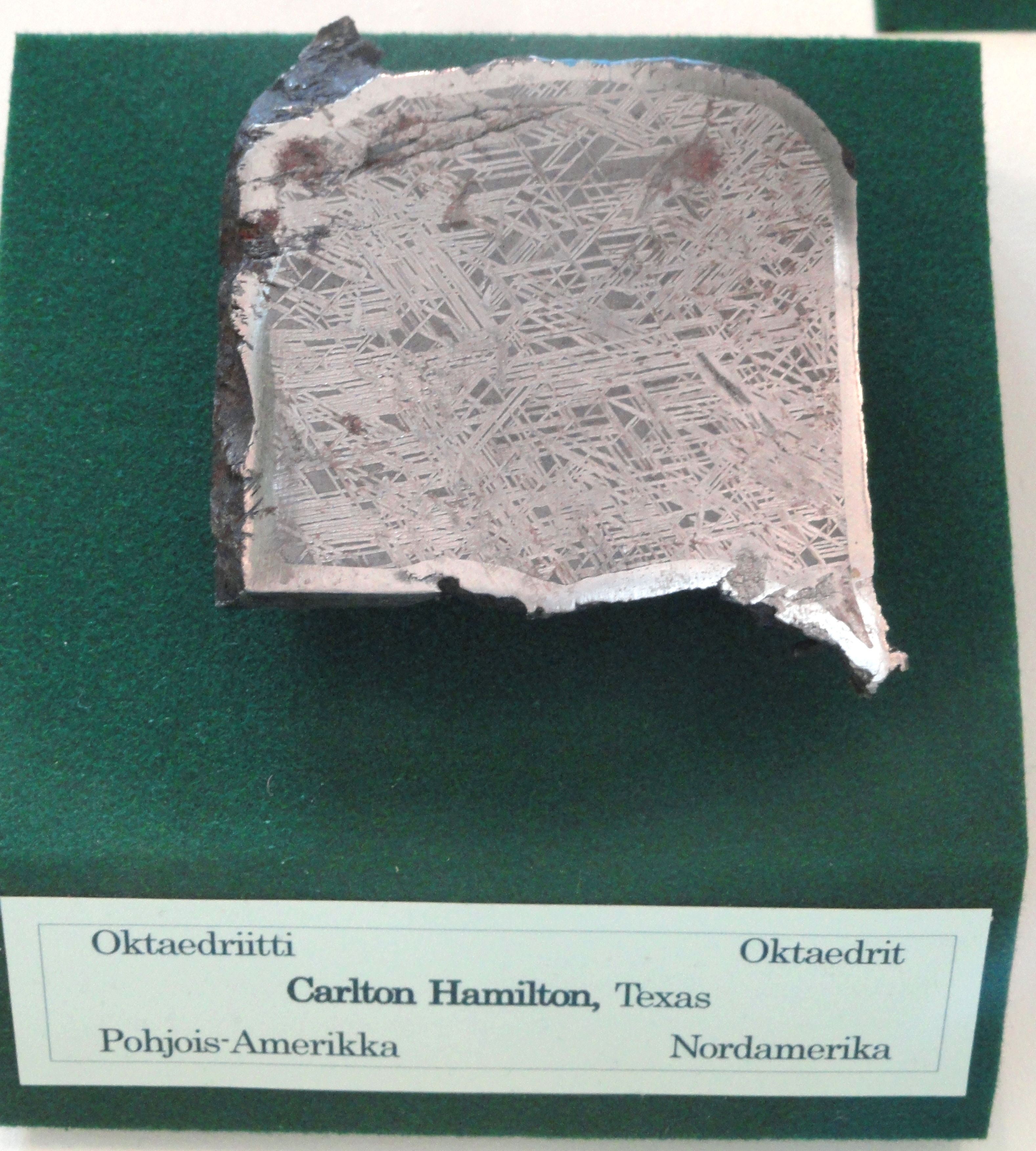
Octaëdriet

De octaëdriet is de meest voorkomende ijzermeteoriet met een zogenaamde Widmanstättenstructuur. De structuren ontstaan omdat het meteorische ijzer een bepaalde nikkelconcentratie heeft dat leidt tot exsolutie van nikkelijzer uit taeniet wanneer het afkoelt.
Octaëdriet is een verouderd synoniem voor anataas, een van de drie bekende polymorfen van titaandioxide.

## Structuur
Octaëdrieten danken hun naam aan de kristalstructuur die lijkt op een octaëder. De tegenovergestelde zijden staan parallel, zodat al heeft een octaëder 8 zijden, er vier sets van nikkelijzer-vlakken (of kamaciet) zijn.
Wegens de lange afkoelingsperiode in het inwendige van de planetoïde, zijn de legeringen gekristalliseerd in stroken met een wisselende breedte van ongeveer 0,2 mm tot 5 cm. Indien ze worden gepolijst en met zuur bestreken, wordt de Widmanstättenstructuur van elkaar kruisende lamellaire kamacietlijnen zichtbaar. Ze bestaan uit kamaciet-balken die door dunne lamellae van taeniet worden gescheiden.
In ruimtes tussen de kamaciet en taeniet lamellae bevindt zich vaak een fijnkorrelig plessietmengsel. De ijzer-nikkelverbinding schreibersiet is in de meeste nikkel-ijzermeteorieten aanwezig, evenals een ijzer-nikkel-kobalt carbide, coheniet. Grafiet en troiliet komen voor in afgeronde klonters tot enkele cm in grootte.

## Onderverdeling in structuurklassen

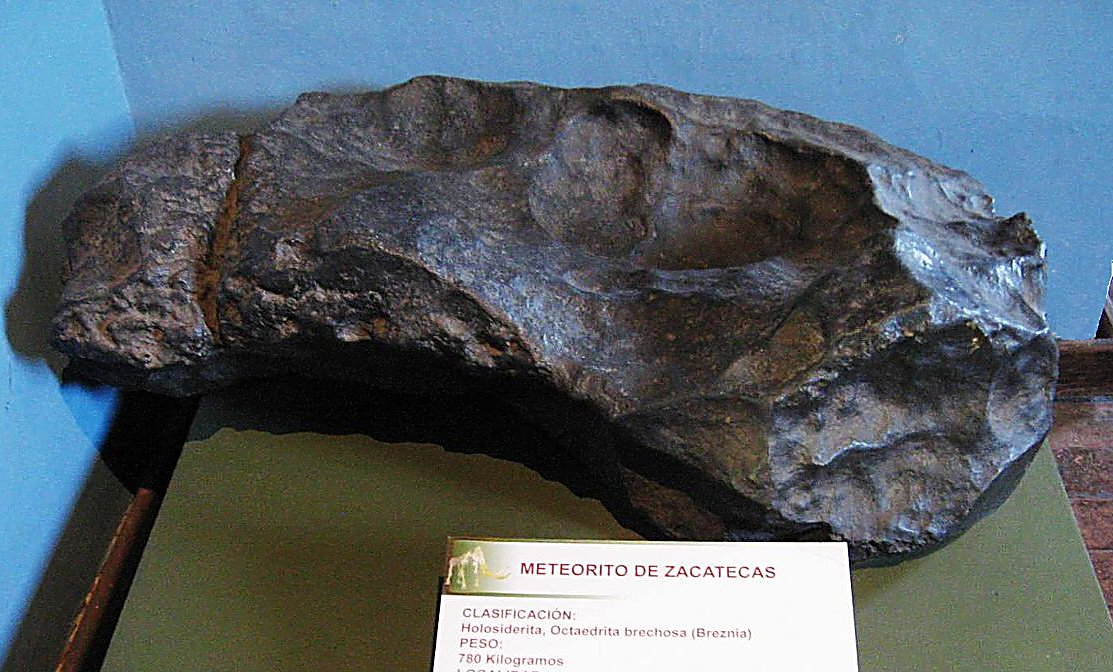
Zacatecas meteoriet in 1782 gevonden in Zacatecas Mexico, gewicht 780kg

Octaëdrieten kunnen worden gegroepeerd naar de afmetingen van de lamellae, die zijn gerelateerd aan het nikkelgehalte.
- Zeer grof, lamellabreedte >3.3 mm, 5-9% Ni, symbool Ogg
- grof,  1,3-3,3 mm, 6,5-8,5% Ni, symbool Og
- medium,  0,5-1,3 mm, 7-13% Ni, symbool Om
- fijn,  0,2-0,5 mm, 7,5-13% Ni, symbool Of
- zeer fijn,  <0,2 mm, 17-18% Ni, symbool Off
- plessiede octaëdrieten; kamacietpinnen die een overgangsvorm zijn tussen octaëdrieten en ataxiet-meteorieten, 9-18% Ni, symbol Opl

Bekende vertegenwoordigers van de octaëdrietgroep zijn de Gibeonmeteoriet, Sichote-Alinmeteoriet, Campo-del-Cielo-meteoriet, Canon-Diablo-meteoriet, Morasko-meteoriet, de Nantan-meteoriet en de Cranbourne-meteorieten.